# Louane Emera
Louane Emera, właśc. Anne Edwige Maria Peichert (ur. 26 listopada 1996 w Hénin-Beaumont) – francuska piosenkarka i aktorka. Reprezentantka Francji w 69. Konkursie Piosenki Eurowizji (2025).

## Życiorys
Wychowywała się we francuskim depertamencie Pas-de-Calais. Jej ojciec Jean-Pierre Peichert (zm. 2013) był Francuzem polskiego pochodzenia a jej matka Isabel Pinto dos Santos (zm. 2014) była Portugalką pochodzenia brazylijskiego. Louane ma pięcioro rodzeństwa.

## Kariera
W 2013 wzięła udział we francuskim muzycznym reality show The Voice: la plus belle voix. W 2014 roku wystąpiła w filmie La Famille Bélier (Rozumiemy się bez słów), za tę rolę otrzymała nagrodę Cezara.2 marca 2015 wydała swój debiutancki album studyjny Chambre 12, który 20 maja 2016 uzyskał podwójny diamentowy status osiągając 1 mln. sprzedanych egzemplarzy.
W 2022 była trenerką ósmego sezonu francuskiego The Voice Kids. 
30 stycznia 2025 została wybrana wewnętrznie wybrana na reprezentantkę Francji w Konkursie Piosenki Eurowizji 2025 w Bazylei. 15 marca ujawniono konkursowy utwór „Maman”.

## Życie prywatne
W latach 2017–2018 była w związku z francuskim DJ-em Kungsem. Od 2018 jest związana z francuskim piosenkarzem Florianem Rossim z którym ma córkę Esmée (ur. 2020).

## Dyskografia

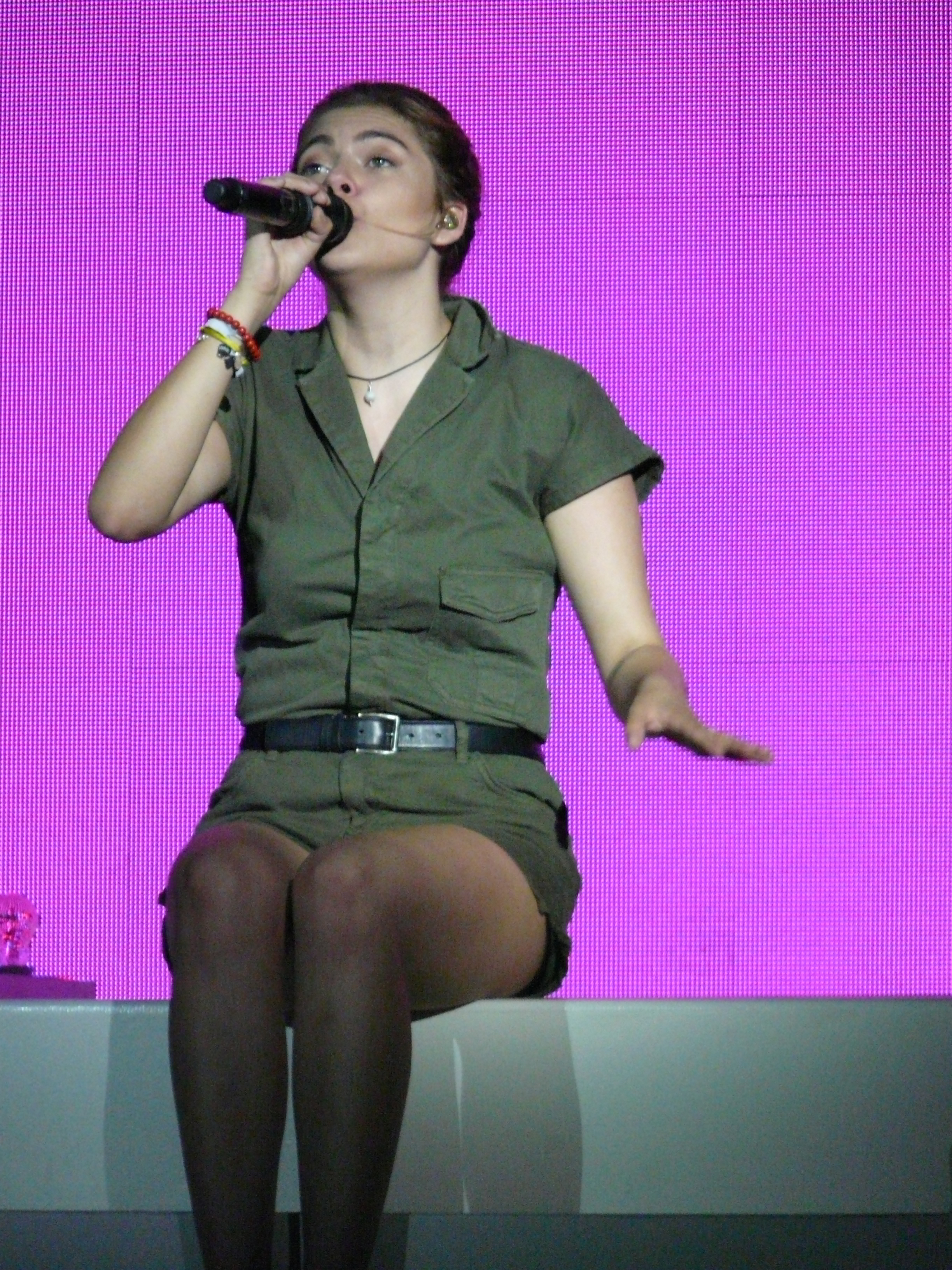
Artystka podczas trasy koncertowej w 2015 i 2016 roku odwiedziła Francję, Szwajcarię, Belgię, Niemcy, a nawet Mauritius. Tutaj występ w amfiteatrze Theatre Antique w Vienne

### Albumy
- Chambre 12 (2015)
- Louane (2017)
- Joie de vivre (2020)
- Sentiments (2022)
- Solo (2024)

### Single
- Un homme heureux (2013) z programu The Voice: la plus belle voix
- Quelqu'un m'a dit (2013) z programu The Voice: la plus belle voix
- Imagine (2013) z programu The Voice: la plus belle voix
- Jour 1 (2014)
- Je vole (2014)
- Tourne (2014)
- Chambre 12 (2015)
- Avenir(inne języki) (2015)
- Maman (2015)
- Jeune (2015)
- Nos secrets (2015)
- Tourne (2016)
- On était beau (2017)
- Si t'étais la (2017)

#### Współpraca
- 2017: It Won't Kill Ya na płycie Memories...Do Not Open zespołu The Chainsmokers

### Soundtracki
- 2014: utwory Je vole, Je vais t'aimer oraz En chantant na płycie z muzyką do filmu Rozumiemy się bez słów

#### Składanki
- 2014: Partir là-bas na płycie We Love Disney 2 (temat z filmu Mała syrenka)
- 2014: La Mère à Titi z repertuaru Renaud na płycie La Bande à Renaud volume 2
- 2016: Le Chasseur na płycie z muzyką Michela Delpecha J'étais un ange

## Filmografia
- Rozumiemy się bez słów (La famille Bélier, 2014, reż. Éric Lartigau) jako Paula Bélier
- Les trolls (2016) reż. Mike Mitchell - jako Poppy (głos)
- Sahara (2017) reż. Pierre Coré - jako Eva (głos)
- Nos patriotes (2017) reż. Gabriel le Bomin